# Wapen van Wijnegem

Wapen van Wijnegem

Het wapen van Wijnegem werd op 26 februari 1845 per Koninklijk Besluit aan de Antwerpse gemeente Wijnegem toegekend. Het wapen is sindsdien niet gewijzigd, wel werd de tekst op 12 maart 1996 opnieuw aan de gemeente toegekend. Het schild van het wapen is gelijk aan de gemeentelijke vlag.

## Blazoenering
De blazoenering van het wapen luidt als volgt:
In sabel een uitgeschulpt schuinkruis, vergezeld van vier gesteelde en gebladerde druiventrossen, alles van goud. Het schild getopt met een helm van zilver, getralied, gehalsband en omboord van goud, gevoerd en gehecht van keel, met wrong en dekkleden van goud en van sabel. Helmteken: een vlucht van sabel en van goud.
Het wapen is zwart van kleur met daarop een gouden, uitgeschulpt, andreaskruis. In elk van de vier kwartieren die het kuis vormt is een gouden druiventros geplaatst. Op het schild staat een zilveren ridderhelm met gouden tralies, halsband en omboording. De binnenkant en het lint dat uit de helm komt, zijn rood van kleur. Op de helm een wrong met daarop een goud met wapenkleed, als helmteken twee naar bovenstaande vleugels. De wrong, het helmkleed en het helmteken zijn zwart met goud.

## Geschiedenis
Het wapen is gebaseerd op het wapen van de familie Roelants. Later voerden zij als heren van de heerlijkheid, en het latere graafschap, een zwart wapen met daarop een uitgeschulpt gouden kruis. Zij mochten zich later Roelants de Wyneghem noemen. Als graven voerden zij, vanaf de 18e eeuw, hun oude familiewapen met in de vier kwartieren gouden druiventrossen. Deze druiventrossen zijn sprekend bedoeld voor de eerste lettergreep van de naam van het gebied. De gemeente Wijnegem nam het familiewapen in de loop van de 19e eeuw als gemeentewapen aan. Van de wapens van voorgaande heren van Wijnegem zijn geen elementen overgenomen.